# Joseph Hopper Nicholson
Joseph Hopper Nicholson (ur. 15 maja 1770, zm. 4 marca 1817) – amerykański prawnik i polityk.
W latach 1799–1806 był przedstawicielem siódmego okręgu wyborczego w stanie Maryland w Izbie Reprezentantów Stanów Zjednoczonych. W styczniu 1804 roku był jednym z przewodniczących komisji kongresowej w sprawie impeachmentu sędziego Johna Pickeringa, a w grudniu 1804 roku pełnił tę samą funkcję podczas próby impeachmentu sędziego Sądu Najwyższego, Samuela Chase’a.
Podczas wojny brytyjsko-amerykańskiej uczestniczył w obronie fortu McHenry w okolicach Baltimore.